# Villers-en-Argonne
Villers-en-Argonne è un comune francese di 239 abitanti situato nel dipartimento della Marna nella regione del Grand Est.

## Società

### Evoluzione demografica
Abitanti censiti